# Dennis Stewart (baloncestista)
Dennis Edward Stewart (Steelton, Pensilvania, 11 de abril de 1947-13 de abril de 1922) fue un jugador de baloncesto estadounidense que disputó una temporada entre la NBA y la ABA, además de jugar en la liga francesa y en la EBA. Con 2,01 metros de estatura, jugaba en la posición de alero.

## Trayectoria deportiva

### Universidad
Jugó durante tres temporadas con los Wolverines de la Universidad de Míchigan, en las que promedió 17,2 puntos y 8,2 rebotes por partido. Anotó en dos ocasiones más de 30 puntos en un partido (34 contra Western Michigan y 32 contra Ohio State), acabando su carrera con 23 doble-dobles.

### Profesional
Fue elegido en la cuadragésimo cuarta posición del Draft de la NBA de 1969 por Phoenix Suns, y también por Los Angeles Stars en el draft de la ABA, pero acabó fichando como agente libre por los Baltimore Bullets, con los que únicamente disputó dos partidos en los que promedió 2,0 puntos y 1,5 rebotes.
Acabó la temporada jugando con The Floridians de la ABA, donde promedió 3,6 puntos y 1,4 rebotes por partido. En 1973 se marchó a jugar al Jeanne d'Arc Vichy de la liga francesa, donde fue el máximo anotador del campeonato en su única temporada fuera de su país, promediando 33,5 puntos por partido.
Regresó al año siguiente a los Estados Unidos, jugando tres temporadas más en la EBA antes de retirarse definitivamente.

## Estadísticas de su carrera en la NBA y la ABA

### Temporada regular
| Temporada | Edad | Equipo            | Liga  | P  | TIT | MIN | TC  | TCA | %TC  | 3P  | 3PA | %3P  | TL  | TLA | %TL   | R.OF. | R.DEF. | REB | ASIS | ROB | TAP | PER | FP  | PTS |
| 1970-71   | 23   | TOTAL             | TOTAL | 12 |     | 6.0 | 1.3 | 4.0 | .333 | 0.1 | 0.3 | .333 | 0.6 | 0.8 | .778  | 0.3   | 1.1    | 1.4 | 0.2  |     |     | 0.8 | 1.0 | 3.3 |
| 1970-71   | 23   | Baltimore Bullets | NBA   | 2  |     | 3.0 | 0.5 | 2.0 | .250 |     |     |      | 1.0 | 1.0 | 1.000 |       |        | 1.5 | 0.5  |     |     |     | 0.0 | 2.0 |
| 1970-71   | 23   | The Floridians    | ABA   | 10 |     | 6.6 | 1.5 | 4.4 | .341 | 0.1 | 0.3 | .333 | 0.5 | 0.7 | .714  | 0.4   | 1.0    | 1.4 | 0.1  |     |     | 0.9 | 1.2 | 3.6 |
| Total     |      |                   | TOTAL | 12 |     | 6.0 | 1.3 | 4.0 | .333 | 0.1 | 0.3 | .333 | 0.6 | 0.8 | .778  | 0.4   | 1.0    | 1.4 | 0.2  |     |     | 0.9 | 1.0 | 3.3 |
|           |      |                   | ABA   | 10 |     | 6.6 | 1.5 | 4.4 | .341 | 0.1 | 0.3 | .333 | 0.5 | 0.7 | .714  | 0.4   | 1.0    | 1.4 | 0.1  |     |     | 0.9 | 1.2 | 3.6 |
|           |      |                   | NBA   | 2  |     | 3.0 | 0.5 | 2.0 | .250 |     |     |      | 1.0 | 1.0 | 1.000 |       |        | 1.5 | 0.5  |     |     |     | 0.0 | 2.0 |